# 相模湾アーバンリゾート・フェスティバル1990
相模湾アーバンリゾート・フェスティバル1990（さがみわんアーバンリゾート・フェスティバル1990、Sagamiwan Urban Resort Festival in 1990）は、1990年（平成2年）4月28日 - 10月10日に、神奈川県相模湾沿岸で開かれたイベント。略称は、サーフ'90およびSURF'90。

## 概要

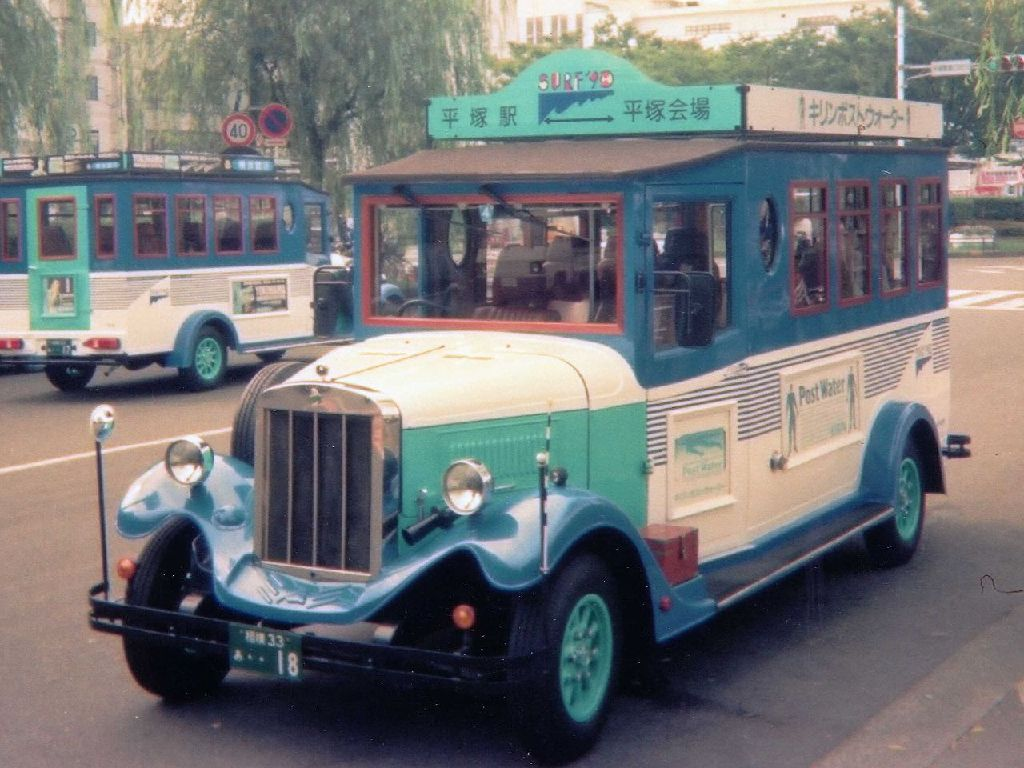
会場へのシャトルバス

開催目的は、湘南なぎさプラン策定時（1985年（昭和60年））に指摘されていた諸問題の解決策を探る、あるいは新しいムーブメントのきっかけをつくるために、イベントという方式を使って、相模湾で何をなすべきか、何ができるのかを追求するものであった。
神奈川県と相模湾沿岸の13市町（横須賀市、平塚市、鎌倉市、藤沢市、小田原市、茅ヶ崎市、逗子市、三浦市、葉山町、大磯町、二宮町、真鶴町および湯河原町）、民間団体および企業等が共同で財団を作り、「人と海の共生」を目指して、相模湾沿岸の各所で、海の総合イベントとして開催した。
三浦市、藤沢市、平塚市および小田原市の拠点会場では、地域特性を発揮した各種事業を展開した。
メイン会場の藤沢会場（湘南海岸公園）には、協会本部や会場警備関係の建物が置かれ、これらはログハウスで統一された。同会場には、大型ビジョンを擁する多目的野外ステージ（渚のステージ。いす席1,000席、立見席2,000席）が特設され、毎週、コンサート、演劇、舞踏、映画上映などが行われた。藤沢会場は377万人が来場した。
相模湾全体で463万人が来場し、合計550のイベントを開催した。
開催費用は93億円（主に、企業協賛金と県負担金）。主な支出は、イベント開催費が40億円、会場整備費が27億円であった。
鈴木英人が、メインビジュアルプロデュースをした。大会イメージソングは Mr.パラダイス 歌：BLUEZIE!? （TRIAD, CODA-8502,1990年4月21日リリース）　

## イベント
8月14日に、藤沢会場にて、「相模湾沿岸とゴールドコースト海岸との友好提携」を、相模湾沿岸の13市町の海岸（海岸管理者：神奈川県知事）とゴールドコースト海岸（管理者：オーストラリアゴールドコースト市長）との間で調印。
10月3日 - 5日に、大磯プリンスホテルにて、国際会議「世界なぎさシンポジウム」（INT SYMP COASTAL ZONE、480人参加）が開かれた。
10月7日に、藤沢会場にて、SHONAN FOLK JAMBOREE（片桐麻美ほかのオムニバスコンサート）を開催した。
カンヌ国際映画祭を招き、湘南カンヌ国際映画祭を開催した。
期間中、レディオ湘南の前身となる、イベント放送局のサーフ90エフエム（「愛称：ジョーズFM、コールサイン：JOOZ-FM、周波数：76.3MHｚ、出力：300W、送信所：江の島灯台」）が設置された。

## 閉幕後
閉幕後にまとめられた提言のうち、財団法人かながわ海岸美化財団の設立、ビーチバレーの隆盛、レディオ湘南の開局、ライフセービングの普及などが実現した。
閉幕後、社団法人相模湾アーバンリゾート・フェスティバル1990協会（通称:サーフ90交流協会）が設立され、1999年（平成11年）3月31日に解散。